# Domaso
Domaso là một đô thị ở tỉnh Como trong vùng Lombardia, có cự ly khoảng 80 kilômét (50 mi) về phía bắc của Milano và khoảng 40 kilômét (25 mi) về phía đông bắc của Como. Tại thời điểm ngày 31 tháng 12 năm 2004, đô thị này có dân số 1.461 người và diện tích là 6,1 km².
Domaso giáp các đô thị: Colico, Gravedona, Livo, Peglio, Vercana.